# Международный конкурс пианистов имени Артура Рубинштейна
Международный конкурс пианистов имени Артура Рубинштейна (англ. Arthur Rubinstein International Piano Competition) — конкурс пианистов — исполнителей академической музыки, проходящий в Израиле каждые три года начиная с 1974 г.
Конкурс был основан импресарио Яшей Быстрицким в сотрудничестве с выдающимся пианистом Артуром Рубинштейном, возглавлявшим жюри в ходе первых двух состязаний. Среди членов жюри в разные годы были такие музыканты, как Гвидо Агости, Мындру Кац, Артуро Бенедетти Микеланджели, Жак Феврье, Анри Ганьебен, Юджин Истомин, Никита Магалов, Марта Аргерих, Мария Типо, Пнина Зальцман, Артур Бальзам, Леон Флейшер, Галина Черны-Стефаньска, Гари Граффман, Лазарь Берман, Дмитрий Башкиров, Элисо Вирсаладзе.
Четвёртый конкурс 1983 года был проведён как фестиваль памяти Рубинштейна, скончавшегося полугодом ранее: награды лауреатам вручал лично президент Израиля, центральным событием фестиваля стал гала-концерт Маурицио Поллини.

## Лауреаты конкурса
| Year | Первая премия                                      | Вторая премия                                    | Третья премия                                      |
| ---- | -------------------------------------------------- | ------------------------------------------------ | -------------------------------------------------- |
| 1974 | Эмануэль Акс (США)                                 | Юджин Инджич (USA)                               | Янина Фиалковска (Канада) и Сета Таниель (Австрия) |
| 1977 | Герхард Опиц (Западная Германия)                   | Диана Каско (Бразилия)                           | Эцуко Терада (Япония)                              |
| 1980 | Грегори Аллен (США)                                | Ян Хобсон (Великобритания)                       | Джеффри Тозер (Австралия)                          |
| 1983 | Джеффри Алан Кахане (США)                          | Чэнь Хункуань (Тайвань)                          | Сю Фэйпин (Китай)                                  |
| 1986 | Первая премия не присуждена                        | Томас Дуйс (Западная Германия)                   | Анджела Ченг (Канада)                              |
| 1989 | Ян Фонтейн и Бенджамин Фрит (оба — Великобритания) | Вторая премия не присуждена                      | Кшиштоф Яблонский (Польша)                         |
| 1992 | Джорджия Томасси (Италия)                          | Симоне Педрони (Италия)                          | Илья Итин (Россия)                                 |
| 1995 | Александр Корсантия (Грузия — США)                 | Сергей Тарасов (Россия)                          | Охад Бен-Ари (Израиль)                             |
| 1998 | Игорь Четуев (Украина)                             | Виталий Самошко (Украина)                        | Пак Юнчжун (Южная Корея)                           |
| 2001 | Кирилл Герштейн (США)                              | Ференц Визи (Румыния)                            | Массимилиано Феррати (Италия)                      |
| 2005 | Александр Гаврилюк (Украина—Австралия)             | Игорь Левит (Германия)                           | Сон Йорым (Южная Корея)                            |
| 2008 | Первая премия не присуждена                        | Роман Рабинович (Израиль) и Ху Чинъюнь (Тайвань) | Хатия Буниатишвили (Грузия)                        |
| 2011 | Даниил Трифонов (Россия)                           | Борис Леонидович Гильтбург (Израиль)             | Илья Рашковский (Россия)                           |
| 2014 | Антоний Барышевский (Украина)                      | Стивен Лин (США)                                 | Чо Сон Чжин (Южная Корея)                          |
| 2017 | Шимон Неринг (Польша)                              | Даниэль Чобану (Румыния)                         | Сара Данешпур (США)                                |
| 2021 | Хуан Перес Флористан (Испания)                     | Сиори Кувахара (Япония)                          | Йинь Куньмо (Китай)                                |
| 2023 | Кевин Чен (Канада)                                 | Георгий Гигашвили (Грузия)                       | Юкине Куроки (Япония)                              |